# Water - Il coraggio di amare
Water - Il coraggio di amare (Water) è un film del 2005 diretto da Deepa Mehta.
È ambientato nel 1938, la protagonista è una sposa bambina di 8 anni e racconta la vita emarginata a cui devono attenersi le vedove relegate in un ashram in India. Il film fa parte della trilogia degli elementi della Mehta, preceduto da Fire (1996) e Earth (1998).
Il film è stato premiato al Toronto International Film Festival nel 2005 e distribuito in Canada nel Novembre dello stesso anno, e in India nel 2007.
Nei ruoli principali Seema Biswas, Lisa Ray, John Abraham e Sarala Kariyawasam, affiancati da Kulbhushan Kharbanda, Waheeda Rehman, Raghuvir Yadav e Vinay Pathak. La colonna sonora è di Michael Danna e le canzoni composte per il film sono di A.R. Rahman coi testi di Sukhwinder Singh. Il direttore della fotografia è Giles Nuttgens, che ha lavorato con Mehta in molti suoi film.

## Trama
Nell'anno 1938, nel periodo del Raj Britannico ovvero dell'Impero indo-britannico, l'India era ancora sotto il controllo coloniale della Gran Bretagna.
Secondo la tradizione, in India era comune dare in sposa bambine e adolescenti a uomini più anziani di loro. Quando un uomo proveniente da una famiglia hindu ortodossa muore, la vedova viene obbligata a passare il resto della sua vita in un ashram per vedove per fare ammenda per i peccati commessi nella sua vita precedente, che si credono essere la causa della morte del marito.
Chuyia è una bambina di sei anni che ha appena perso il marito. Viene portata nell'ashram per vedove per dedicare il resto della propria vita alla rinuncia. Vi sono quattordici donne che vivono nella piccola e malconcia casa costruita su due piani intorno ad un cortile centrale. Le donne vengono mandate lì per espiare il proprio cattivo karma, ma anche per liberare le proprie famiglie dal peso finanziario ed emotivo. A capo dell'ashram vi è Madhumati (Manorama), una grassa e pomposa settantenne. Il suo unico alleato è il ruffiano Gulabi, un brioso hijra (eunuco) nonché travestito, che provvede a fornirla, non solo di ganja (marijuana), ma anche degli ultimi pettegolezzi.
Le due hanno anche un business supplementare; Gulabi aiuta Madhumati a far prostituire Kalyani, la più giovane delle vedove fino all'arrivo di Chuyia, trasportandola via fiume dai clienti. Kalyani era stata obbligata a prostituirsi fin da bambina per mantenere l'ashram. Ella è apprezzata per la sua bellezza ed è l'unica a cui non sono stati rasati i capelli a zero.
Shakuntala è forse la più enigmatica tra le vedove. È una donna acuta e misteriosa. Lascia trapelare così tanta rabbia che persino Madhumati la lascia in pace. Tranquilla e riservata, Shakuntala è combattuta tra l'odio per la sua condizione e il timore di non seguire le tradizioni. Shakuntala è un'hindu molto devota che cerca consiglio presso Sadananda, un Brahmino (officiante) dall'aspetto gentile che recita le scritture per i pellegrini che affollano i ghat della città. È lui che la rende consapevole della situazione, dandole l'input intellettuale necessario per separare la vera fede dall'ipocrisia e dalla superstizione che fanno vivere lei e le altre vedove nella miseria e nel tormento.
Chuyia pensa che il suo soggiorno sia temporaneo e che sua madre verrà a portarla via. Con questa idea ben fissa nella mente e la tolleranza da parte della maggior parte delle altre vedove per alcuni suoi comportamenti non convenzionali, ella si adatta velocemente alla sua nuova vita. Madhumati comunque la inizia con rigore alla vedovanza.
Un giorno, grazie a Chuyia, Kalyani incontra Narayan, un giovane e affascinante seguace del Mahatma Gandhi e del Gandhismo proveniente da una famiglia benestante. L'incontro con Kalyani provoca una immediata attrazione, ma le restrizioni sulle interazioni con le vedove rendono difficile trovare un modo per vedersi o addirittura intraprendere o iniziare una relazione, cosa che alle vedove era comunque vietata. Kalyani, anche lei attratta da Narayan, gli dice però di andare via poiché è considerato un peccato parlare e interagire troppo con le vedove siccome sono considerate impure.
Kalyani non riesce a togliersi dalla mente il giovane che ha incontrato ai ghat e inizia a rifiutarsi di obbedire a Madhumati e ai suoi "clienti". Nel frattempo, Narayan pensa a come organizzare un incontro. Riesce a contattare Kalyani grazie a Chuyia che fa da messaggera e trova un modo per incontrarla. Durante un giro nella parte inglese della città a bordo di un carretto coperto le dichiara la sua intenzione di portarla con sé a Calcutta. Kalyani ritorna all'ashram e rivela a Chuyia il loro progetto di matrimonio, la quale è emozionata al pensiero di una festa nuziale durante la quale si possono mangiare così tanti dolci e cibi proibiti.
Uno dei compiti di Chuyia è massaggiare le grasse gambe di Madhumati, cosa che fa camminando sul suo corpo molliccio. Parlandole di tutti i puri che avrebbe potuto mangiare al loro imminente matrimonio spiffera il segreto della giovane coppia a Madhumati.
Di conseguenza, scoppia l'inferno nella casa delle vedove. Improvvisamente le resistenze di Kalyani ad essere traghettata attraverso le acque dalla ruffiana di Madhumati hanno un senso. Non solo Madhumati ha perso la sua fonte di guadagno ma inoltre la disgrazia che una vedova si risposi avrebbe tutte condannate a rinascere sciacalli per sette volte. Madhumati irrompe minacciosamente nell'alloggio di Kalyani, la getta a terra, taglia i suoi lunghi capelli neri e la rinchiude. Shakuntala, tra le proteste delle altre vedove, apre la porta della stanza di Kalyani. È un silenzioso atto di ribellione che lascia tutte senza parole.
Kalyani fugge dalla casa, inseguita dalla prorompente voce di Madhumati. Kalyani si reca ai ghat a lavarsi poi al tempio deserto dove l'attende Narayan. Narayan le chiede sussurrando se vuole diventare la sua sposa. La traghetta poi verso casa dei suoi genitori ma, avvicinandosi alla casa del padre del giovane, Kalyani inizia a riconoscere il porticato e chiede a Narayan come si chiami suo padre. Egli risponde, ma è perplesso quando Kalyani gli chiede di girare la barca e tornare indietro, non riuscendo a spiegare perché avesse cambiato idea.
Il padre rivela poi a Narayan di essersi servito di lei come prostituta. Profondamente deluso Narayan lascia la casa di suo padre per seguire il Mahatma Gandhi (Mohan Jhangiani). Ma quando arriva all'ashram per portare via Kalyani scopre che questa si è annegata per il dolore.
Madhumati manda Chuyia con Gulabi come nuova prostituta per il padre del migliore amico di Narayan che, come il padre di Narayan, aveva fatto sesso con Kalyani. Shakuntala lo scopre e corre via tentando di evitare il peggio, ma raggiunge le rive del fiume giusto in tempo per il ritorno di Chuyia. Passa lì la notte cullando la piccola Chuyia. Camminando per la città con la bambina traumatizzata in braccio viene a sapere che Gandhi si trova alla stazione ferroviaria, pronto a lasciare la città. Intuitivamente segue la folla che va a ricevere le sue benedizioni prima della sua partenza. Mentre il treno sta lasciando la stazione Shakuntala lo insegue chiedendo ad alcune persone, in un atto di disperazione, di portare Chuyia con loro e di affidarla alla custodia di Gandhi. Poi riconosce Narayan sul treno e in un ultimo sforzo riesce a lasciargli Chuyia. Il treno si allontana portando Chuyia verso un futuro migliore.

## Controversie
Originariamente, la Mehta intendeva girare Water nel febbraio del 2000 con gli attori Shabana Azmi, Nandita Das e Akshay Kumar. Il suo precedente film, Fire, aveva già attratto l'ostilità dei gruppi hindu più conservatori che muovevano obiezioni contro il soggetto del film e il ritratto negativo che faceva delle famiglie conservatrici. I contestatori organizzarono proteste e assaltarono i cinema che trasmettevano il film.
Le tensioni e gli ostacoli ai finanziamenti che risultarono da anni di lotte costrinsero infine la regista a girare Water in Sri Lanka invece che in India. Finalmente la Mehta riuscì a fare il suo film ma con un nuovo cast e con un falso titolo (River Moon) nel 2003. Le lotte per girare il film sono state raccontate dalla figlia di Mehta nel libro Shooting Water: A Mother-Daughter Journey and the Making of the Film.

## Il romanzo
La scrittrice Bapsi Sidhwa scrisse un romanzo basato sul film nel 2006, Water: A Novel. Sul precedente romanzo di Sidhwa, Cracking India, era stato basato Earth, il secondo film della trilogia.

## Riconoscimenti
- Nomination Oscar al miglior film straniero
- National Board of Review Awards 2006: Premio Bulgari per la libertà di espressione